# Sicele, Mureș
Sicele este un sat în comuna Pogăceaua din județul Mureș, Transilvania, România.